# Джалал Талабани
Джалал Талабани (на кюрдски: جەلال تاڵەبانی; на арабски: جلال طالباني) е един от членовете на партията БААС. Той управлява девет години Ирак. През 1953 г. е приет да следва право в Багдадския университет. През 1955 година посещава западна Европа и Китай. През 1959 година е изпратен в Иракската армия. Служи първо в артилерията след това е командир на резервата. Генерал Касем изпраща войски в Кирук. Под командването на Талабани са много войници. Те превземат Кирук. През 1970 година изгонват Талабани от армията и той много години живее в Египет, Ливан, Сирия с приятеля си Барзани. През това време Ирак и Иран водят война. През 1975 година Талабани и Барзани се връщат в армията и се включват във войната. През 1976 г. Саддам Хюсеин и Мохамед Реза Пахлави подписват мирен договор. През 2005 година иракчани правят засада на Саддам Хюсеин.
От 7 април 2005 до 2014 година Джалал Талабани е президент на Ирак. Сменен е от Фуад Масум.